# LaGaylia Frazier
LaGaylia Frazier, LaGaylia (ur. 1962 na Florydzie) – amerykańska piosenkarka, która zamieszkała w 2001 roku w Szwecji. Jest córką muzyka Hala Fraziera. W 2007 ukazała się jej debiutancka płyta Uncovered.
W 2008 roku uzyskała pierwsze miejsce na Bałtyckim Festiwalu Piosenki w Karshlamn dzięki piosence Over&over again.